# Inter.funda.stifle
inter.funda.stifle è il secondo album del gruppo musicale Fair to Midland. Le tracce Dance of the Manatee, Vice/Versa, A Seafarer's Knot, The Walls of Jericho, Kyla Cries Cologne e Upgrade^Brigade sono state ri-registrate per il loro terzo album, Fables from a Mayfly: What I Tell You Three Times Is True, il primo pubblicato da una Major.
L'album contiene le tracce strumentali: "Preambles in 3rd Person", "Cipieron", "Inter.Mission" e "When the Bough Breaks". Tutte eccetto "Preambles in 3rd Person" sono state ri-registrate.

## Riedizione
L'album fu ripubblicato il 18 agosto 2009 in un'edizione limitata di 1000 copie (di cui 100 firmate dalla band) tramite il loro sito.

## Tracce
1. Preambles in 3rd Person – 1:49
2. Dance of the Manatee – 4:21
3. Vice/Versa – 4:33
4. Cipieron – 1:38
5. A Seafarer's Knot – 4:01
6. Orphan Anthem '86 – 5:00
7. Inter.Mission – 1:57
8. Granny Niblo – 5:08
9. The Walls of Jericho – 4:04
10. Abigail – 2:09
11. Timbuktu – 4:07
12. Kyla Cries Cologne – 3:22
13. Upgrade^Brigade – 3:47
14. When the Bough Breaks – 1:19
15. Quince – 6:04

## Formazione
Fair to Midland
- Darroh Sudderth — voce
- Clifford Campbell — chitarra
- Nathin Seals — basso
- Brett Stowers — Batteria, percussioni
- Matthew Langley — pianoforte
- Steven Price - cori (in Granny Niblo)
- Dillan Tomberlin - cori (in Granny Niblo)